# Call of the Cuckoo
Call of the Cuckoo är en amerikansk stumfilm med från 1927 regisserad av Clyde Bruckman.

## Handling
Familjen Gimplewart har flyttat in i ett nytt hus. Efter ett tag märker de att huset inte är vad de förväntat sig, allt från trasiga rörledningar till trasigt golv. Det blir inte bättre när familjen bjuder in sina nya grannar på besök.

## Om filmen
I filmen medverkar Stan Laurel och Oliver Hardy som senare kom att bli kända som komikerduon Helan och Halvan, men som här inte uppträder som duo.
Konceptet med att hela husets rör och övriga saker inte fungerar återanvändes i komikerduon Helan och Halvans långfilm Raska sjömän, hallå! som utkom 1940.

## Rollista (i urval)
- Max Davidson – fadern
- Lillian Elliot – modern
- Spec O'Donnell – sonen
- Stan Laurel – knasig granne
- Oliver Hardy – knasig granne
- Charley Chase – knasig granne
- James Finlayson – knasig granne
- Frank Brownlee – blivande husköpare
- Leo Willis – granne
- Lyle Tayo – granne
- Fay Holderness – granne[1]